# Ernest Yan' Dargent
Ne doit pas être confondu avec Yan' Dargent.
Ernest Dargent dit Ernest Yan' Dargent (ou même Ernest Yan' d'Argent) est né le 8 mars 1849 à Paris, et décédé le 30 juin 1908 à Paris.
Comme son père Yan' Dargent, il fut peintre et illustrateur. 
Il peignit en Bretagne (Port-Blanc, Primel, Le Pouldu), et dans les environs de Vézelay. 
Il réalisa aussi des gravures.
Il eut un atelier à Paris, 5 rue de la Chaise, où il donna des cours.
Il exposa au Salon des artistes français.
Le critique d'art Emmanuel de Thubert écrivait lors d'une exposition de ses tableaux en 1911 : « Certaines de ces aquarelles sont des plus belles que nous ayons de la Bretagne, comme ses vues de la Laïta, ses orages de Primel, sa bruyère dans le brouillard, sa rivière de Morlaix et ses grandes vues de vagues déferlantes sur les rochers. »